# Калашников, Михаил Михайлович
Михаил Михайлович Калашников (11 октября 1906, Ундол, Владимирская область, Российская империя — 19 апреля 1944, Севастополь, СССР) — советский фотограф, журналист, фотокорреспондент газеты «Правда».

## Биография

### Детство и юность
Родился в крестьянской семье в селе Ундол (ныне входит в состав города Лакинск Владимирской области). Учась в школе, проявлял склонность к общественной работе. Был активным участником школьной пионерской организации, затем вступил в комсомол. В 1924 году окончил школу и приехал в Москву, где поступил в типографию издательства «Правда» чернорабочим и вскоре овладел профессией штрихового травильщика-цинкографа. При этом также занимался в фотокружке при редакции «Правды» и иллюстрировал типографскую газету «Правдист».
В 1925 году вступил в комсомол, был избран заместителем секретаря ячейки ВЛКСМ издательства. В 1928 году был принят в ряды ВКП(б), избирался парторгом иллюстрационного, информационного и иностранного отделов. В 1930 году перешёл в иллюстрационный отдел редакции «Правды». С 1939 года был назначен и. о. заведующего иллюстрационным отделом «Правды».

### Довоенные годы
Первые ответственные съёмки Михаилу Калашникову было поручено провести на ХVІ партийном съезде, который проходил с 26 июня по 1З июля 1930 года в здании Большого театра. Позднее он вспомнит:
Здесь я впервые снимал товарища Сталина. Делегаты в перерыве выходили на улицу. Товарищ Сталин часто возвращался со съезда пешком. На площади Свердлова мне удалось его заснять. Когда мне приходилось запечатлевать на фотографиях встречи руководителей партии и правительства со знатными людьми, я видел тов. Сталина бодрым, жизнерадостным. В обращении с людьми он всегда скромен и прост, с каждым он внимательно беседует, каждому крепко пожимает руку. В беседах на встречах тов. Сталин весело шутит, создает обстановку непринужденности.
Позднее ещё не раз Калашникову доводилось снимать не только Иосифа Сталина, но других руководителей и знаковых личностей страны, среди которых Максим Горький, Георгий Жуков, Валерий Чкалов, Пётр Капица и др.

### Великая Отечественная война
В Рабоче-крестьянской Красной армии с 1940 года. В первые дни Великой Отечественной войны назначен фотокорреспондентом газеты «Правда» по Западному фронту. Постоянно находился в действующей армии, снимая боевые эпизоды под Оршей, Смоленском, Москвой, Ярцево и Духовщиной. Часто работал непосредственно на поле боя. В 1943 году во время Смоленской наступательной операции подорвался на мине и получил тяжёлую контузию, но остался в строю. Весной 1944 года командирован на 4-й Украинский фронт.
Майор Михаил Калашников погиб 19 апреля 1944 года во время Крымской операции при штурме советскими войсками Сапун-горы под Севастополем, куда фотокор отправился для съёмок освобождения города от немецких захватчиков. После гибели Михаила Михайловича эстафету наиболее ответственных съёмок приняла его жена — Мария Ивановна Калашникова. У гроба мужа она дала обещание продолжить его любимое дело и всю себя отдать работе, отдать служению Родине, за которую он погиб.
Похоронен на Новодевичьем кладбище.

## Награды
- орден Отечественной войны I степени (16.05.1944, посмертно);
- орден Красной Звезды (19.02.1943).